# Kakenstorfer Bach
Der Kakenstorfer Bach ist ein 1,9 km langer Bach in der Gemeinde Kakenstorf im Landkreis Harburg in Niedersachsen, der oberhalb von Bötersheim von rechts und Osten in die Este mündet.

## Verlauf
Der Kakenstorfer Bach entspringt als Wiesensammler inmitten von Kakenstorf und verläuft als Wiesengraben in Richtung Nordwest durch den Ort Kakenstorf. Nach der Unterquerung der B 75 in nördlicher Richtung, fließt der Bach einige hundert Meter leicht mäandrierend durch Wald und Wiese und kurz vor der Mündung durch ein paar Teiche. Der Kakenstorfer Bach mündet oberhalb von Bötersheim, von rechts und Osten in die Este.

## Zustand
Der Kakenstorfer Bach ist im gesamten Verlauf mäßig belastet (Güteklasse II).

## Befahrungsregeln
Wegen intensiver Nutzung der Este durch Freizeitsport und Kanuverleiher erließ der Landkreis Harburg 2002 eine Verordnung unter anderem für die Este, ihre Nebengewässer und der zugehörigen Uferbereiche, die den Lebensraum von Pflanzen und Tieren schützen soll. Seitdem ist das Befahren und Betreten des Kakenstorfer Bachs ganzjährig verboten.